# Plenilunio (película de 1993)
Plenilunio es una película uruguaya de 1993. Dirigida por Ricardo Islas, es un film de terror, del género licantrópico, protagonizado por Martín Cabrera, Ricardo Islas, Sebastián Rivero y Ana Cecilia García.

## Premios
- 1999: premio a la mejor película extranjera en el Festival de Cine Low-B, Nueva York.
- 1994: premio Félix Oliver (compartido) en el Espacio Uruguay del Festival Cinematográfico del Uruguay.
- 1993: primer premio en la Bienal de Arte del Instituto Nacional de la Juventud, Montevideo.[2]